# Lista gier komputerowych z serii Sim
Lista gier komputerowych z serii Sim oraz ich rozszerzeń i dodatków. Wiele z tych gier wyprodukował Maxis, a wydała firma Electronic Arts.

## Lista gier
Chronologia wydawania gier
Gry z gatunku Sim wydane przez Maxis

### SimCity
- SimCity
- SimCity 2000
  - SimCity 2000: Network Edition
  - SimCity 2000: Special Edition
- SimCity 3000
  - SimCity 3000: Unlimited
  - SimCity 3000: World Edition
- SimCity 4
  - SimCity 4: Godziny szczytu
  - SimCity 4: Deluxe Edition
- SimCity

#### Gry podobne do SimCity
- Streets of SimCity
- SimCopter

#### SimCity na konsole
- SimCity DS
- SimCity DS 2 (2008)

### The Sims

#### Gry naAtari ST
- Sim Pig[potrzebny przypis]

#### Gry na PC
- The Sims
  - Dodatki
    - The Sims: Światowe życie
    - The Sims: Balanga
    - The Sims: Randka
    - The Sims: Wakacje
    - The Sims: Zwierzaki
    - The Sims: Gwiazda
    - The Sims: Abrakadabra

  - Kompilacje The Sims z dodatkami
    - The Sims Deluxe Edition
    - The Sims Double Deluxe
    - The Sims Mega Deluxe
    - The Sims Complete Collection (Ameryka Północna)
    - The Complete Collection of The Sims (Wielka Brytania)
    - The Sims: Full House (Nowa Zelandia i Australia)
    - The Sims: Expansion Collection Volume One
    - The Sims: Expansion Collection Volume Two
    - The Sims: Expansion Collection Volume Three
    - The Sims: Expansion Three-Pack Volume 1
    - The Sims: Expansion Three-Pack Volume 2
- The Sims Online
- The Sims 2
  - Edycje The Sims 2
    - The Sims 2 Special DVD Edition
    - The Sims 2 Holiday Edition
    - The Sims 2 Deluxe

  - Dodatki
    - The Sims 2: Na studiach
    - The Sims 2: Nocne życie
    - The Sims 2: Własny biznes
    - The Sims 2: Zwierzaki
    - The Sims 2: Cztery pory roku
    - The Sims 2: Podróże
    - The Sims 2: Czas wolny
    - The Sims 2: Osiedlowe życie

  - Akcesoria
    - The Sims 2: Zestaw Świąteczny – Akcesoria
    - The Sims 2: Rozrywka rodzinna – Akcesoria
    - The Sims 2: Szyk i elegancja – Akcesoria
    - The Sims 2: Na Święta – Akcesoria
    - The Sims 2: Impreza – Akcesoria
    - The Sims 2: Moda z H&M – Akcesoria
    - The Sims 2: Młodzieżowy styl – Akcesoria
    - The Sims 2: Kuchnia i łazienka wystrój wnętrz – Akcesoria
    - The Sims 2: IKEA urządza dom – Akcesoria
    - The Sims 2: Rezydencje i ogrody – Akcesoria
- The Sims Historie
  - Gry
    - The Sims Historie: Z życia wzięte
    - The Sims Historie: Ze świata zwierząt
    - The Sims Historie: Z bezludnej wyspy
- The Sims 3
  - Dodatki
    - The Sims 3: Wymarzone podróże
    - The Sims 3: Kariera
    - The Sims 3: Po zmroku
    - The Sims 3: Pokolenia
    - The Sims 3: Zwierzaki
    - The Sims 3: Zostań gwiazdą
    - The Sims 3: Nie z tego świata
    - The Sims 3: Cztery pory roku
    - The Sims 3: Studenckie życie
    - The Sims 3: Rajska wyspa
    - The Sims 3: Skok w przyszłość

  - Akcesoria
    - The Sims 3: Nowoczesny apartament
    - The Sims 3: Szybka jazda
    - The Sims 3: Impreza w plenerze
    - The Sims 3: Miejskie życie
    - The Sims 3: Luksusowy wypoczynek
    - The Sims 3: Diesel
    - The Sims 3: Szalone lata 70,80 i 90
    - The Sims 3: Film
- The Sims 4
  - Dodatki
    - The Sims 4: Witaj w pracy
    - The Sims 4: Spotkajmy się

  - Pakiety rozgrywki
    - The Sims 4: Ucieczka w plener
    - The Sims 4: Dzień w spa

  - Akcesoria
    - The Sims 4: Wytworne przyjęcie
    - The Sims 4: Perfekcyjne patio
    - The Sims 4: Kuchnia na wypasie

#### Gry na konsole
- The Sims
- The Sims Bustin’ Out
- The Urbz: Simowie w Mieście
- The Sims 2
- Zwierzaki
- MySims
- Bezludna Wyspa

### Klasyczne Simsy
- SimFarm
- SimEarth
- SimAnt

### Dla dzieci
- SimTown
- SimPark
- SimSafari
- SimTunes

### Różne
- SimLife (1992)
- SimRefinery (1993)
- SimTower (1994)
- SimHealth (1994)
- SimCopter (1996)
- SimIsle (1995)
- SimGolf (1996)
- Spore (2008)

### Inne kompilacje
- Sim Mania (2000) Kompilacja gier SimCity Classic, SimTower, Streets of SimCity, SimCopter, SimIsle i SimSafari.
- Sim Mania 2 (2003) Kompilacja gier SimCity 3000, SimTheme Park, SimCoaster i Sid Meier’s SimGolf.
- Sim Mania 3 (2005) Kompilacja gier SimCity 3000 Unlimited, SimTheme Park, SimCoaster, Sid Meier’s SimGolf, SimSafari i SimCopter.

### Tytuły nie tworzone przez Maxis
- Sim Theme Park (1999) Bullfrog Productions
- SimCoaster (2001) Bullfrog Productions
- Sid Meier’s SimGolf (2002) Firaxis
- SimCity: Społeczności (2007) Tilted Mill Entertainment
- SimCity Społeczności: Na wakacjach (2008)

### Gry, które nie zostały wydane
- SimsVille
- SimMars

### Seria Spore
- Spore
  - Spore: Galactic Adventures
- Spore Creature Creator
- Spore Creatures
- Spore Origins
- Spore Hero
- Spore Hero Arena
- Darkspore